# Portret Pietra Aretina
Portret Pietra Aretina – portret renesansowego włoskiego malarza Tycjana znajdujący się obecnie w Pałacu Pitti w sali di Venere.
Portret przedstawia uczonego, poety i literata Pietro Aretino (1492-1556), znanego z ciętych satyrycznych pism. Obraz został przekazany zaraz po namalowaniu Cosimowi I de'Medici.
Aretino został przedstawiony z półprofilu, ma poważne spojrzenie świadczące o otwartości umysłu, wysokie czoło i twarz o zmysłowych ustach. Jego mocno zbudowana sylwetka odziana jest bordowym połyskującym złociście płaszczem.